# Ergaula funebris
Ergaula funebris är en kackerlacksart som först beskrevs av Hanitsch 1933.  Ergaula funebris ingår i släktet Ergaula och familjen Polyphagidae. Inga underarter finns listade i Catalogue of Life.